# Владикавказский 152-й пехотный полк
152-й пехотный Владикавказский генерала Ермолова полк — пехотная воинская часть Русской императорской армии.

## Формирование и кампании полка
Полк сформирован 6 ноября 1863 г. из пятых резервных батальонов Мингрельского гренадерского и Ширванского пехотного полков. 1 августа 1874 г. к полку присоединён 3-й Кавказский линейный батальон.
В русско-турецкую войну 1877—1878 гг. Владикавказский полк, в составе Ардаганского отряда был в боях 2 и 3 октября при Аладже и Авлиаре, близ Карса, а 6 ноября участвовал в штурме Карса.
Летом 1905 г. полк был двинут в Маньчжурию, но в военных действиях против японцев не принял участия.
25 марта 1891 г. полку дано имя героя Отечественной и Кавказской войн генерала Ермолова.
Полковой праздник — 6 августа.

## Знаки отличия полка
- За войну 1877—1878 гг. полк имеет Георгиевское знамя с надписью: «За взятие Карса 6 ноября 1877 г.».
- Также полк имеет знаки на головные уборы, с надписью:
  - в 1-м батальоне: «За отличие в войнах: с Персиею 1826, 1827 гг. и Турциею 1828—1829 и 1877 и 1878 гг.»;
  - во 2-м батальоне: «За отличие в войнах с Персиею 1826 и 1827 гг. и Турциею 1877 и 1878 гг.»;
  - в 3-м батальоне: «За отличие в Турецкую войну 1877 и 1878 гг.»; в 4-м батальоне: «За отличие при покорении Западного Кавказа в 1864 г. и Турецкую войну 1877 и 1878 гг.».

Часть знаков отличия унаследована от полков-предшественников

## Командиры полка
- 12.12.1863 — хх.хх.1866 — полковник Плеханов, Пётр Николаевич
- до 01.10.1866 — 09.02.1868 — полковник Иващенко, Поликарп Иванович
- 06.03.1868 — 28.07.1877 — полковник Комаров, Константин Виссарионович
- 22.12.1877 — хх.хх.1879 — полковник Козелков, Пётр Андреянович
- 16.03.1879 — 02.01.1893 — полковник Сагинов, Иван Виссарионович
- 11.01.1893 — 24.03.1894 — полковник Субботич, Деан Иванович
- 04.04.1894 — 02.08.1897 — полковник Шорохов, Пётр Михайлович
- 02.08.1897 — 13.01.1900 — полковник Милованович, Живоин Савович
- 24.02.1900 — 04.06.1902 — полковник Миропольский, Николай Николаевич
- 04.07.1902 — 14.01.1905 — полковник Баташев, Никита Михайлович
- 07.02.1905 — 25.03.1905 — полковник Бутков, Фёдор Васильевич
- 07.05.1905 — 20.08.1907 — полковник Иозефович, Феликс Доминикович
- 28.08.1907 — 18.12.1911 — полковник Харченко, Виктор Васильевич
- 20.12.1911 — 05.01.1915 — полковник (с 02.11.1914 генерал-майор) Ганскау, Владимир Фёдорович
- 05.01.1915 — 22.02.1915[1] — полковник Лебединский, Евгений Алексеевич
- 04.03.1915 — 19.09.1915 — полковник Кривицкий, Николай Николаевич
- 20.10.1915 — 30.11.1916 — полковник (с 29.07.1916 генерал-майор) Беляев, Николай Семёнович
- 21.12.1916 — xx.xx.1917 — полковник Стессель, Александр Анатольевич

## Известные люди, служившие в полку
- Полковник Калиновский, Анатолий Аполлонович
- Краснознамёнец Хиль, Степан Никитич